# صليب مرتفع

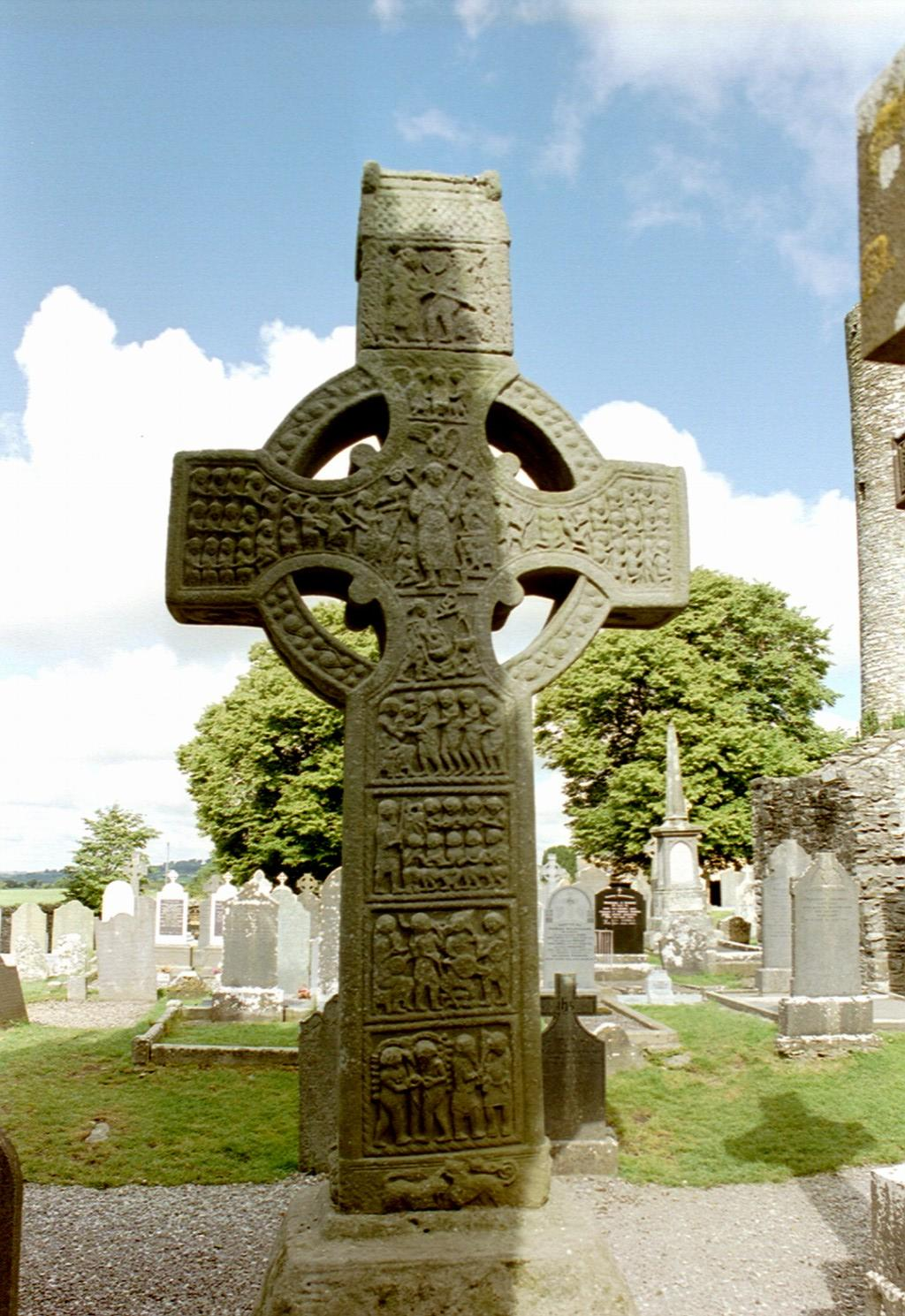

الصليب المرتفع أو القائم هو صليب مسيحي حر الاستناد مصنوع من الحجر ومزخرف في الغالب. وُجد تقليد فريد من العصور الوسطى المبكرة في أيرلندا وبريطانيا يتجلى في رفع الصلبان الحجرية الكبيرة المنحوتة في الهواء الطلق. يُعتقد أنها تطورت من أساليب سابقة باستخدام الخشب، وربما مع ملحقات معدنية، وأحجار الكلتيك؛ ربما أثّرت الحجارة في اسكتلندا أيضًا على الشكل. يبدو أن الآثار الباقية أتت من إقليم مملكة نورثمبريا الأنجلوساكسونية، والتي خضعت لحركة التنصير من قبل المبشرين الأيرلنديين؛ بقي من غير الواضح ما إذا كان هذا النموذج قد طُور لأول مرة في أيرلندا أم بريطانيا.
كانت النقوش البارزة للزخرفة الخاصة بالصلبان مزيجًا من الشخصيات الدينية وزخرفات أخرى، مثل العقدة والزخرفة المتشابكة، وغيرها من الأساليب الموجودة أيضًا في الفن الجزيري، مثل تذهيب الكتب وصناعة الأدوات المعدنية. ربما رُسمت بشكل طبيعي على طبقة من الجص؛ ثم أصبحت بعض التماثيل غير واضحة إلى حد ما وصعبة الفهم، خاصةً في الأماكن المزدحمة بالتماثيل الصغيرة نتيجةً لفقدان الطلاء وتأثير الطقس على النقوش.
وصل ارتفاع الصلبان السابقة إلى مترين أو ثمانية أقدام، ولكن ظهرت لاحقًا في أيرلندا نماذج وصلت بارتفاعها إلى ثلاثة أضعاف، مع الاحتفاظ بنسب ضخمة سميكة، تعطي مساحات كبيرة للنحت. يُعد الصليب المرتفع في ميورداش أطول الصلبان الأيرلندية، فهو يصل إلى ارتفاع 7 أمتار أو 22 قدمًا. ظلت النماذج الأنجلوساكسونية في غالبها ضئيلة بالمقارنة مع غيرها، ولكنها يمكن أن تُعتبر كبيرة؛ باستثناء تلك الموجودة في الشمال. تتميز الصلبان غالبًا، إن لم يكن دائمًا، بحلقة حجرية عند نقطة التقاطع تكوّن الصليب الكلتي؛ يُظهر هذا بوضوح ابتكارًا للمسيحية الكلتية، ربما في إيونا. يُستخدم مصطلح الصليب المرتفع بالدرجة الأولى في أيرلندا واسكتلندا، ولكن مثّل هذا التراث المنتشر في جميع أنحاء بريطانيا وأيرلندا ظاهرةً واحدة بشكل أساسي، على الرغم من وجود اختلافات إقليمية قوية مؤكدة.
شُيِّد بعض الصلبان خارج الكنائس والأديرة؛ إذ وُجد بعضها في مواقع مصنفة كحدود أو مفترق طرق، أو في أماكن لكنائس سابقة. لم يكن واضحًا ما إذا استُخدمت كـ»صليب موعظة» في تواريخ سابقة، ونُقل العديد من الصلبان إلى مواقعها المعروفة حاليًا. لا يُعتقد أنها استخدمت شواهد للقبور في أوائل العصور الوسطى. أما في القرن التاسع عشر، فقد أصبحت الصلبان الكلتية من النهضة الكلتية، مع زخارفها المأخوذة من الفن الجزيري، تحظى بشعبية كبيرة، مثل شواهد القبور والنصب التذكارية، وهي الآن موجودة في أجزاء كثيرة من العالم. على العكس من الأصول الأيرلندية، لم تضم زخارفها تماثيل لشخصيات. 

## أيرلندا وبريطانيا
الصلبان المرتفعة هي الأعمال الأثرية الباقية من الفن الجزيري، وأكبر عدد منها موجود في بريطانيا في المناطق التي بقيت تحت رعاية المسيحية الكلتية حتى وقت متأخر نسبيًا. لم تنجُ أي من النماذج أو الآثار للأشكال المفترضة السابقة المصنوعة من الخشب أو مع ملحقات معدنية؛ اقتبُست الذخيرة الزخرفية للصلبان المبكرة من الأعمال المعدنية، وينطبق الشيء نفسه على تذهيب الكتب في الفن الجزيري.